# Безматерних Анастасія Володимирівна
Безматерних Анастасія Володимирівна (з дому – Сапига) (01.12.1947, с. Чишки Винниківського р-ну Львівської обл.) – українська громадська діячка у Хабаровську. Закінчила Львівський технікум зв’язку (1967), працювала на Львівській міжміській телефонній станції. Згодом мешкала з чоловіком-військовим у Чехословаччині. У 1974–77 роках жила у Благовіщенську, від 1977 року – у Хабаровську, працювала у відділі зв’язку заводу «Енергомаш» (1977–1986), з 1996 року – у відділенні зв’язку.
Активна учасниця Хабаровського крайового товариства української культури «Зелений Клин», член його правління (від 1996 року). У 1992–98 роках була активною учасницею українського хору народної пісні «Мрія». Одна із засновниць та активна учасниця Хабаровського крайового центру української культури «Криниця» та українського муніципального народного хору «Батьківська криниця» (від 1999 року).